# Reputation (album Taylor Swift)
Reputation (stilizirano kao reputation)- je šesti studijski album američke pjevačice Taylor Swift. Objavljen je 10. studenog 2017. preko Big Machine Recordsa.  Producenti na albumu su Swift, Jack Antonoff, Max Martin, Shellback i Ali Payami. 
Album je nadmašio ljestvice u Australiji, Austriji, Belgiji, Kanadi, Irskoj, Nizozemskoj, Novom Zelandu, Norveškoj, Škotskoj, Švicarskoj, Ujedinjenom Kraljevstvu i Sjedinjenim Državama. Prema Nielsen SoundScan, te je prodao 1.216 milijuna primjeraka u SAD-u tijekom prvog tjedna, postajući najprodavaniji album u zemlji u 2017. godini te je prodao 2 milijuna primjeraka širom svijeta.

## O albumu
Swift je najavila album preko svog Instagram profila, 23. kolovoza 2017, da će izaći njen šesti album 10. studenoga 2017. Albumov  glavni singl "Look What You Made Me Do", objavljen je sljedeći dan. 2. rujna, Swift je objavila promo od drugog singla s albuma, "...Ready for It?". Pjesma je objavljena 3. rujna, 2017 kao promo singl cijelog albuma. 20. listopada, 2017, Swift je objavila treću pjesmu pod nazivom "Gorgeous", a četvrti singl, pod nazivom "Call It What You Want", 2. studenoga 2017.
7. studenoga 2017. popis pjesama s albuma je procurio na društvene mreže, samo tri dana prije izlaska albuma. Zbog toga je Swift odlučila preuzeti stvari u svoje ruke i sama objaviti popis pjesama s albuma. Reputation je postao dostupan za streaming usluge 1. prosinca 2017. godine.

### Singlovi
24. kolovoza 2017., "Look What You Made Me Do" objavljen je kao glavni singl s albuma. Pjesma je oborila nekoliko rekordnih zapisa, uključujući i najviše slušanja na Spotifyu u 24-satnom razdoblju. Pobijedila je broj jedan na američkoj Billboard Hot 100 s najvećom prodajom i slušanjem u godini, postajući peta pjesma od Swift na vrhu ljestvice. Njegov prateći glazbeni videozapis kasnije je premijerno prikazan na 2017. dodjeli MTV Video Music Awards i pregledan je na YouTubeu 43,2 milijuna puta u prvih 24 sata, najviše u bilo kojem videu u povijesti koji je prekinuo 36 milijuna pregleda "Gentleman" 2013. godine.
2. rujna 2017, Swift je zadirkivala na Instagramu da je prva pjesma na Reputation, pod naslovom "... Ready for It?", Bila izdana kao promotivni singl. 24. listopada pjesma je postala drugi singl albuma i službeni glazbeni video premijerno prikazan tri dana kasnije. Video spot prikazuje "Tamnu Taylor" kako upravlja "Svijetlom Taylor" te prikazuje kako je zapravo "Svijetla Taylor" upravo ona Taylor koju mediji ne vide u stvarnom životu. Na kraju spota "Prava Taylor" se oslobađa i dolazi na vrh pokretnih stepenica.
"End Game", s Ed Sheeranom i Future, objavljen je 14. studenog 2017. na francuskom radiju kao treći singl albuma. Sheeran je početkom prosinca potvrdio da će biti objavljen glazbeni spot za pjesmu. Spot je snimljen na tri lokacije: Miami, Tokyo i London. U spotu su bili Future i Ed Sheeran, a spot prikazuje život mladih ljudi kako se zabavljaju.
Pjesma "New Year's Day" je postala četvrti singl albuma 27. studenog. 2017. U ožujku 2018. godine, pjesma "Delicate" postala je singl te je također dobila svoj video spot koji prikazuje Taylor kako pleše nevidljiva kroz hotel i na ulici te na kraju ulazi u kafić gdje susreće onog pravog.

### Naslovnica albuma
Naslovnica albuma fotografirali su Mert i Marcus u Londonu. Na naslovnici je Swift u sivom džemperu i ogrlici. Slika je izljepita s novinskim naslovima njezina imena na jednoj strani lica. Također na isotj lokaciji uslikane su sve slike koje su služile kao promotivni materijal za album. Tipografija koja se koristi za naslove podsjeća na potpisni znak The New York Timesa. 
Također se govori kako tipografija sliči na onu koju je Kanye West koristio na svoj "Life of Pablo" turneji 2016. godine.

## Reputation Stadium Tour
U kolovozu 2017., Swift je surađivala s Ticketmasterom za grupni program, a ljudi koji su željeli kupiti svoje koncertne karte mogli bi dobiti prioritet kupnjom robe sa Swiftine web stranice. Dana 13. studenog 2017, Swift je najavila da će se krenuti na Reputation Stadium Tour u 2018 u podršci Reputation. Sjevernoamerička turneja započet će 8. svibnja 2018. na stadionu Sveučilišta Phoenix u Glendaleu u Arizoni. Turneja je trajala 7 mjeseci, a završila je 21. studenog 2018. u Tokyu. Predgrupe za turneju bili su Charli XCX, Camila Cabello i Broods. Istoimeni koncertni film režirao je Paul Dugdale, a objavljen na Netflix 31. prosinca 2018. Snimljen je u drugoj emisiji u Arlingtonu u Teksasu 6. listopada 2018. godine.

## Popis Pjesama
| 1.  | »...Ready for it?«                      | ▪ Taylor Swift ▪ Max Martin ▪ Shellback ▪ Ali Payami | Martin ▪ Shellback ▪ Ali Payami   | 3:28 |
| 2.  | »End Game« (ft. Ed Sheeran i Future)    | ▪ Swift ▪ Ed Sheeran ▪ Sandberg ▪ Schuster ▪ Future  | Martin ▪ Shellback                | 4:04 |
| 3.  | »I Did Something Bad«                   | ▪ Swift ▪ Sandberg ▪ Schuster                        | Martin ▪ Shellback                | 3:58 |
| 4.  | »Don't Blame Me«                        | ▪ Swift ▪ Sandberg ▪ Schuster                        | Martin ▪ Shellback                | 3:56 |
| 5.  | »Delicate«                              | ▪ Swift ▪ Sandberg ▪ Schuster                        | Martin ▪ Shellback                | 3:52 |
| 6.  | »Look What You Made Me Do«              | ▪ Swift ▪ Jack Antonoff ▪ Right Said Fred            | Antonoff                          | 3:31 |
| 7.  | »So It Goes...«                         | ▪ Swift ▪ Sandberg ▪ Schuster ▪ Oscar Görres         | Martin ▪ Shellback ▪ Oscar Görres | 3:47 |
| 8.  | »Gorgeous«                              | ▪ Swift ▪ Sandberg ▪ Schuster                        | Martin ▪ Shellback                | 3:29 |
| 9.  | »Getaway Car«                           | ▪ Swift ▪ Antonoff                                   | Antonoff                          | 3:53 |
| 10. | »King of My Heart«                      | ▪ Swift ▪ Sandberg ▪ Schuster                        | Martin ▪ Shellback                | 3:34 |
| 11. | »Dancing With Our Hands Tied«           | ▪ Swift ▪ Sandberg ▪ Schuster ▪ Oscar Holter         | Martin ▪ Shellback                | 3:31 |
| 12. | »Dress«                                 | ▪ Swift ▪ Antonoff                                   | Antonoff                          | 3:50 |
| 13. | »This Is Why We Can't Have Nice Things« | ▪ Swift ▪ Antonoff                                   | Antonoff                          | 3:27 |
| 14. | »Call It What You Want«                 | ▪ Swift ▪ Antonoff                                   | Antonoff                          | 3:23 |
| 15. | »New Year's Day«                        | ▪ Swift ▪ Antonoff                                   | Antonoff                          | 3:55 |

### Posebno istaknuto
- "Look What You Made Me Do" sadrži dozvolu pisaca pjesme "I'm Too Sexy" iz 1991., koju je napisao band Right Said Fred.

## Vanjske poveznice
- Reputation  Arhivirana inačica izvorne stranice od 25. kolovoza 2017. (Wayback Machine) na Swift službene web stranice

1. ↑  Look What You Made Me Do. Wikipedia. 17. listopada 2018. Pristupljeno 26. listopada 2018.
2. ↑  ...Ready for It?. Wikipedia. 20. listopada 2018. Pristupljeno 26. listopada 2018.
3. ↑  End Game (song). Wikipedia. 20. listopada 2018. Pristupljeno 26. listopada 2018.
4. ↑  New Year's Day (pjesma Taylor Swift). Wikipedia. 25. listopada 2018. Pristupljeno 26. listopada 2018.
5. ↑  Delicate (Taylor Swift song). Wikipedia. 24. listopada 2018. Pristupljeno 26. listopada 2018.
6. ↑  Cady Lang. Photographers Mert + Marcus Look Back on 20 Years in Fashion. Pristupljeno 28. veljače 2019. journal zahtijeva |journal= (pomoć)
7. ↑  Target. 4. studenoga 2017. Taylor Swift Reputation Commercial Target. Pristupljeno 28. veljače 2019.
8. ↑  Jake Nevins. 23. kolovoza 2017. Taylor Swift announces new album, Reputation, for November release. The Guardian (engleski). 0261-3077. Pristupljeno 28. veljače 2019.
9. ↑  Susanna Heller INSIDER. Fans can't stop pointing out how much Taylor Swift's new merchandise looks like Kanye West's fashion line. Pristupljeno 28. veljače 2019. journal zahtijeva |journal= (pomoć)
10. ↑  Reputation Stadium Tour. Wikipedija. 26. listopada 2018. Pristupljeno 26. listopada 2018.